# بلید: سه‌گانگی
بلید: سه‌گانگی (به انگلیسی: Blade: Trinity) فیلمی خون‌آشامی - ابرقهرمانی محصول سال ۲۰۰۴ آمریکا به نویسندگی و کارگردانی دیوید اس. گویر است. این فیلم سومین قسمت در مجموعه سه‌گانه بلید به‌شمار می‌رود و پس از نسخه‌های بلید (۱۹۹۸) و بلید ۲ (۲۰۰۲) است. در این فیلم بازیگرانی همچون وسلی اسنایپس، کریس کریستوفرسون، جسیکا بیل، رایان رینولدز، دامینیک پرسل تریپل اچ، پارکر پوزی، کلوم کیت رنی، ناتاشا لیون، جان مایکل هیگینز، پتن اسوالت، جیمز رمار اریک بوگوسیان و کریستوفر هیردال ایفای نقش کرده‌اند.
بلید: سه‌گانگی در ۸ دسامبر ۲۰۰۴ در ایالات متحده اکران شد. فیلم با واکنش‌های منفی از سوی منتقدان همراه بود و ۱۳۲ میلیون دلار در سراسر جهان فروش کرد در حالی که ۶۵ میلیون دلار بودجه ساخت آن بوده است. اسنایپس نقش خود را به عنوان بلید یکبار دیگر در فیلم ددپول و ولورین (۲۰۲۴) ایفا کرد که رینولدز نیز در آن نقش ددپول را بازی می‌کرد. یک فیلم بازراه‌اندازی از این مجموعه که در دنیای سینمایی مارول روایت می‌شود در دست ساخت است و ماهرشالا علی در آن نقش‌آفرینی خواهد کرد.